# Templo de los Dioscuros (Agrigento)
El templo de los Dioscuros o templo I era un templo griego de la antigua ciudad de Akragas situado en el Valle de los Templos al sur de la actual ciudad de Agrigento.

## Historia

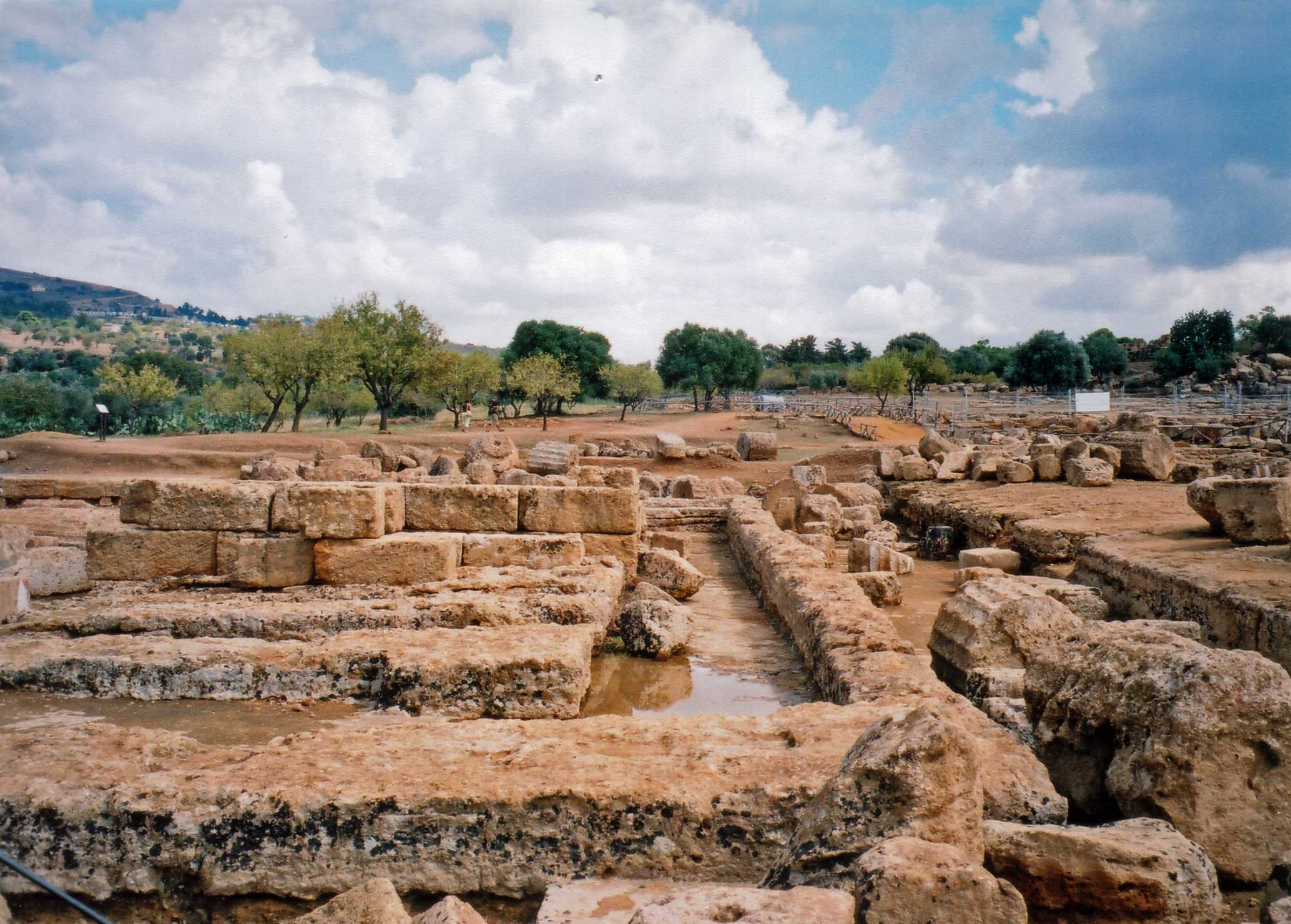
Cimientos del templo de los Dioscuros.

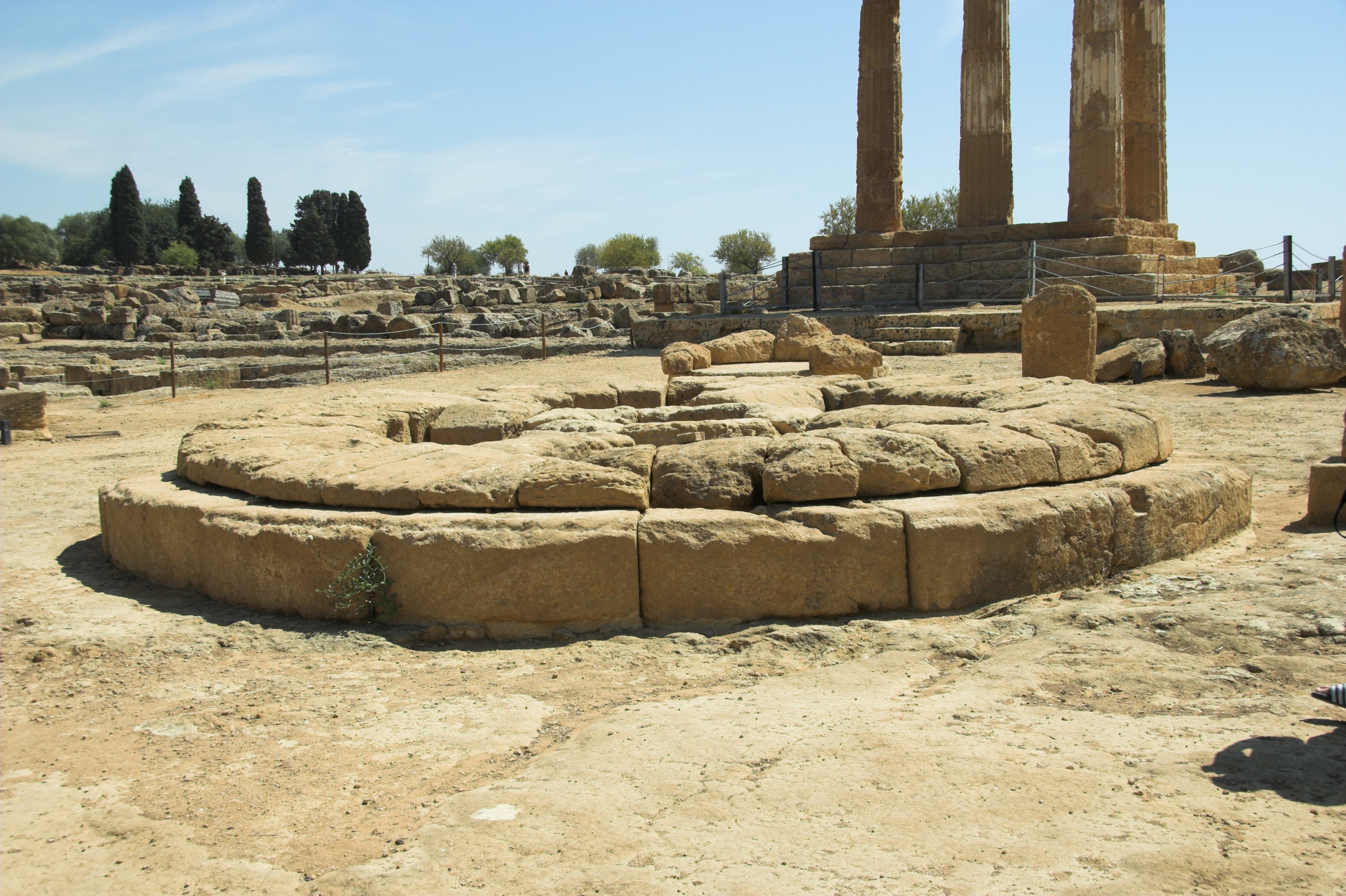
Restos de un altar circular dedicado a los dioses ctónicos junto a las ruinas del templo.

El templo se construyó en la época clásica, en el siglo V a. C., y fue destruido ya en el 406 a. C. después de que los cartagineses conquistaran la ciudad. El templo se conoce tradicionalmente como el templo dedicado a los Dioscuros, Cástor y Polideuces, o Cástor y Pólux en romano, pero en realidad se desconoce el emplazamiento 
A pocos metros al norte del denominado templo L, se ubican los restos de un complejo conjunto de rocas cortadas y de cimientos. Son unas pintorescas ruinas reconstruidas en la primera mitad del siglo XIX con trozos de diversos períodos encontrados en la zona y bautizados como templo de los Dioscuros. Constituyen uno de los puntos de más difícil comprensión de la historia de esta área sagrada.

## Descripción
Las ruinas del templo se encuentran en la parte occidental de la región del Valle de los Templos, al oeste de los restos del templo de Zeus Olímpico. Las ruinas del templo de Hefesto se encuentran al noroeste.
La arquitectura del templo es de estilo dórico. Estaba construido sobre un basamento de tres niveles, cuyo estilóbato medía aproximadamente 15,9 × 34,1 m. El templo tenía 6 × 13 columnas, es decir, 34 columnas en total.
Se identifica como un templo períptero dórico de 6 x13 columnas, perteneciente aproximadamente a la mitad del siglo V a. C. El templo debía presentar el clásico conjunto de cella con pronaos y opistodomos in antis. Solo se conservan algunos restos de las bases de los cimientos y de la roca cortada.  del edificio. Se reconstruyó en 1836 y 1856, pero a la luz de las investigaciones actuales el resultado es totalmente erróneo, ya que combina partes de edificios diferentes y de épocas distintas. La reconstrucción consiste en cuatro columnas y parte del entablamento, erigidos en la esquina noroeste de los cimientos del edificio. Los fragmentos del geison colocados en la ruina, esculpidos con una rica ornamentación, no pertenecían originariamente al templo. Este pseudo templo es muy popular entre los turistas y muy reproducido como recuerdo para los visitantes.
Alrededor del templo se encuentran los restos de otros numerosos santuarios, incluidas las ruinas de un santuario dedicado a los dioses ctónicos. Entre ellos hay altares rectangulares y circulares y varios edificios de santuarios.